# KZ-Gedenkstätte Flossenbürg

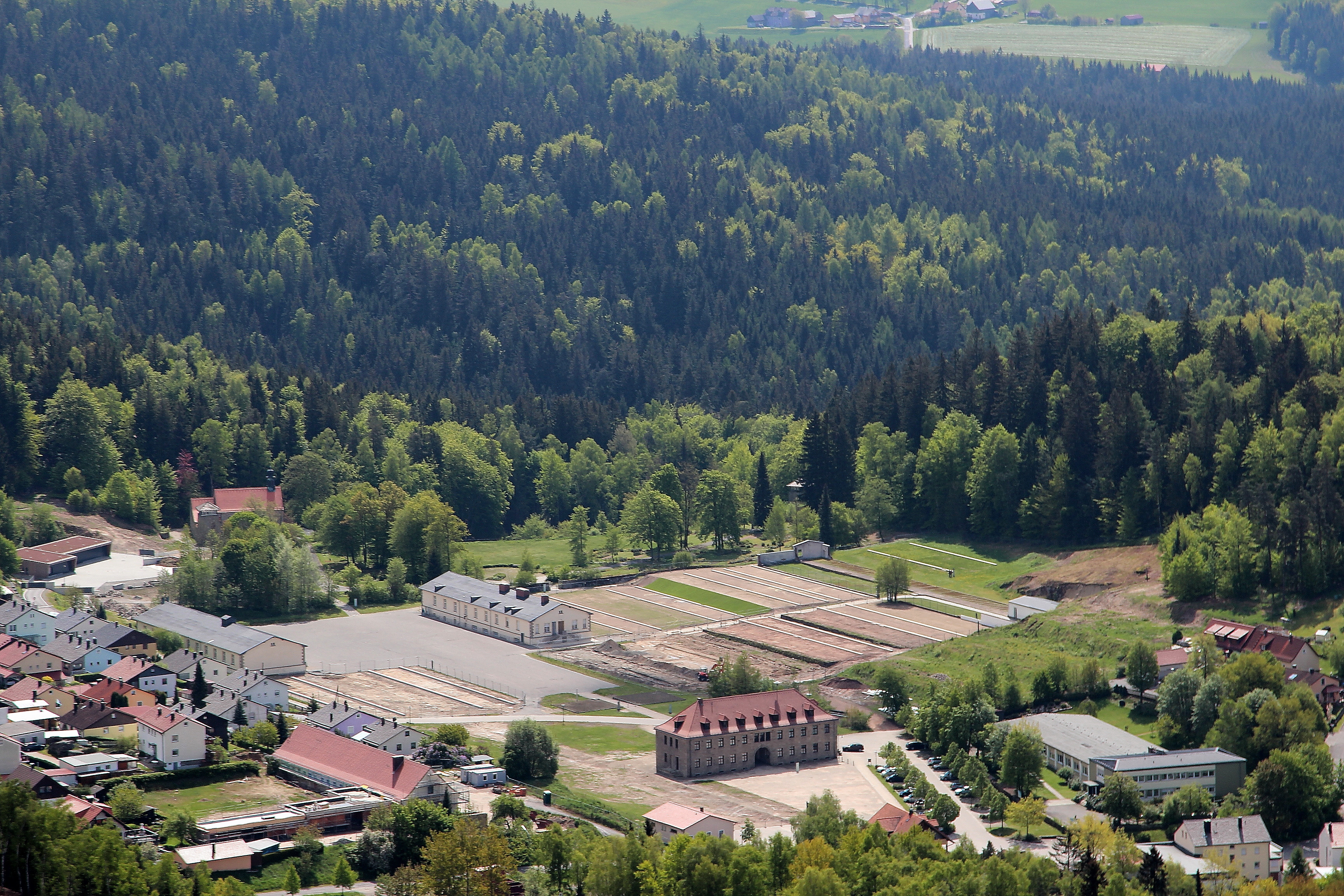
Überblick KZ-Gedenkstätte Flossenbürg (2014).

Die KZ-Gedenkstätte Flossenbürg liegt etwa auf halber Strecke zwischen Nürnberg und Prag kurz vor der Grenze. Auf ihr befindet sich eine Aschengrabstätte sowie separat ein großer KZ-Friedhof mit Massengräbern. Die Ausstellung zum Gedenken an das Konzentrationslager Flossenbürg wurde 2007 im Gebäude der ehemaligen Wäscherei eröffnet. Seit 2003 befindet sie sich in Trägerschaft der Stiftung Bayerische Gedenkstätten.

## Konzentrationslager Flossenbürg

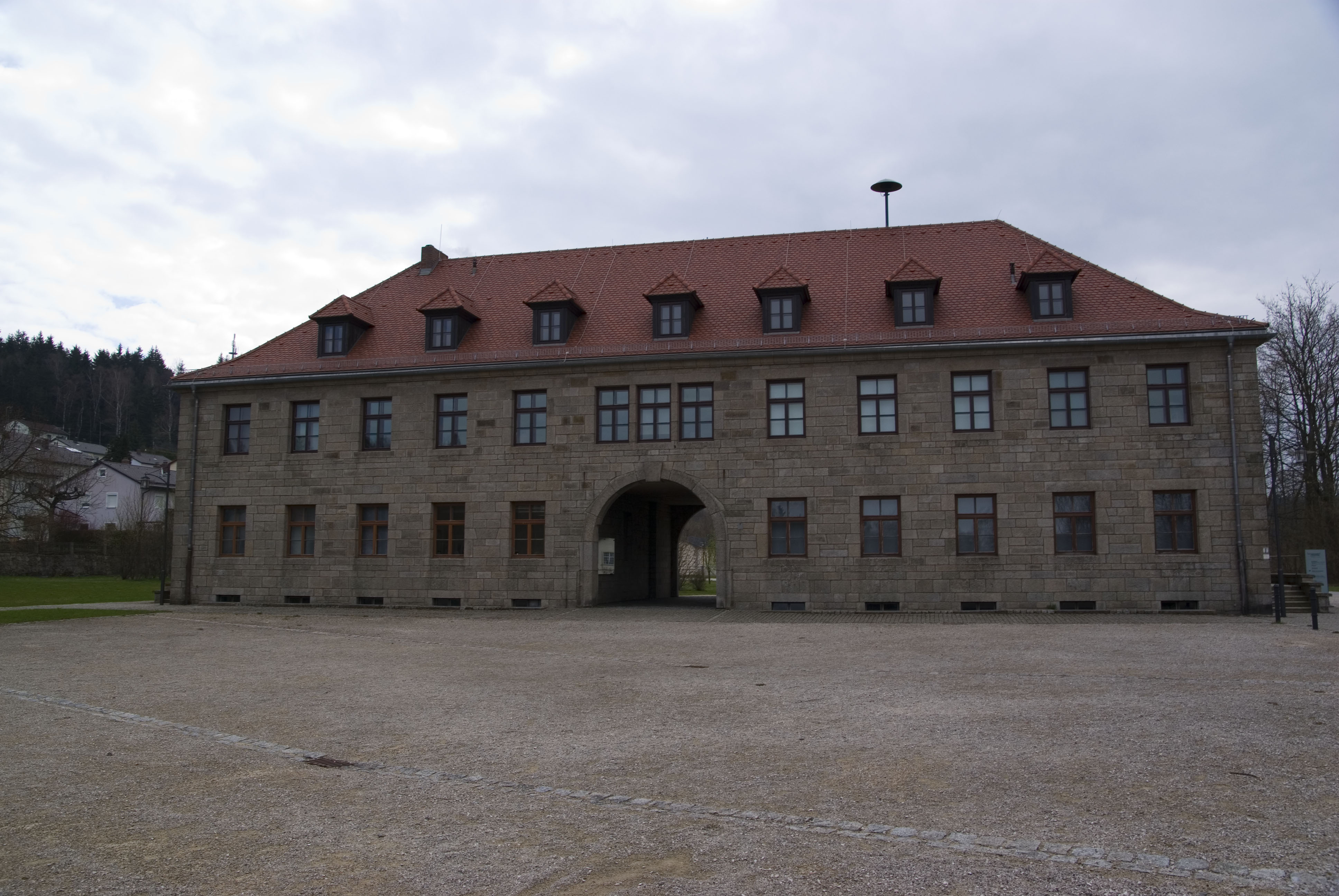
Kommandantur am Eingang zum KZ Flossenbürg

Das KZ Flossenbürg war von 1938 bis zum 23. April 1945 ein Konzentrationslager in der Gemeinde Flossenbürg bei Weiden im Oberpfälzer Wald. Die Gefangenen wurden zur Zwangsarbeit im Granit-Steinbruch und später zur Produktion des Jagdflugzeugs Messerschmitt Bf 109 der Messerschmitt GmbH Regensburg eingesetzt. Von den etwa 100.000 KZ-Häftlingen kamen mindestens 30.000 um. Heute befindet sich auf einem Teil des ehemaligen Lagergeländes die Gedenkstätte. Dem Stammlager waren fast 90 KZ-Außenlager zugeordnet.

## Gedenkstätte

### Kommandantur
Die heutige SS-Kommandantur war 1940 als Neubau des Häftlingsüberwachungsgebäudes geplant, das den Eingang des mit Stacheldraht umzäunten Gebiets darstellte. Das bestehende, erste Häftlingsüberwachungsgebäude befand sich an der Stelle, an der die gesamte Zeit über der Eingang zum umzäunten Bereich lag. Noch heute sind die Grundmauern des Gebäudes neben den Eingangspfosten ⊙ angedeutet. Der Keller und ein Versorgungstunnel u. a. zur Wäscherei existiert noch. Der Neubau war vonnöten, da das Lager bestehend aus zwei Reihen Baracken um eine dritte Reihe in Richtung des heutigen Kommandanturgebäudes erweitert werden sollte und wurde. Der ursprüngliche Zweck war eine Erweiterung der Kapazität auf 9.000 Häftlinge. Hierzu entwarf der SS-Architekt Bernhard Kuiper eine Zeichnung eines Verwaltungs- und Eingangsgebäudes. Das Projekt wurde jedoch schlussendlich vom SS-Hauptamt Verwaltung und Wirtschaft (später SS-Wirtschafts-Verwaltungshauptamt) abgelehnt, da derartige Investitionen nur für dauerhafte Standorte gemacht würden. So wurde die bereits aufgebaute, dritte Reihe von Baracken später für die unteren SS-Ränge genutzt, die Offiziere wohnten in einer eigenen Siedlung ⊙ und der Zaun blieb an Ort und Stelle. Anstelle des bereits abgerissenen alten Häftlingsüberwachungsgebäudes ⊙ wurde ein Tor verbaut und der neue Häftlingsüberwachungsbau wurde von nun an als Kommandantur benutzt. Dies sieht man heute noch an zwei Eingängen an den Kopfseiten des Gebäudes, an denen der Zaun anschließen sollte, um ein Eintreten von jeder Zaunseite zu ermöglichen. Vor der Nutzung als Museum wurde das Gebäude für Sozialwohnungen durch die Gemeinde Flossenbürg verwendet.

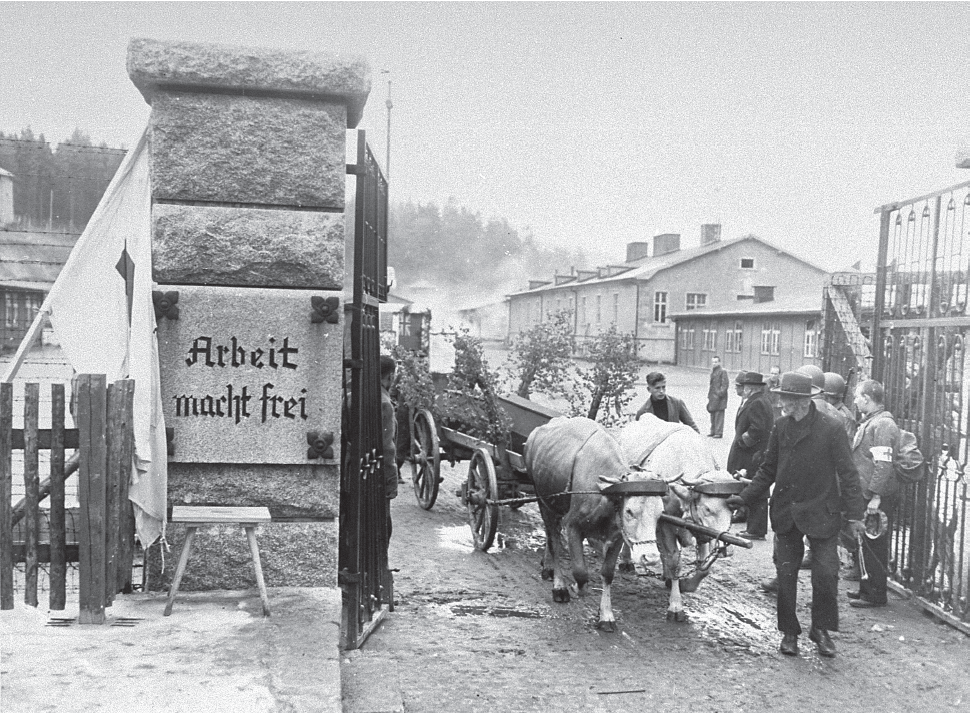
Eingang Mai 1945 – mit Originalpfosten

### Eingangspfosten
Wie im vorhergehenden Abschnitt beschrieben stehen die jetzigen Eingangspfosten auf den Grundmauern des ehemaligen Häftlingsüberwachungsgebäudes. Die Pfosten sind Nachbauten aus der Zeit zwischen 2014 und 2019. Die originalen Pfosten wurden nach Ende des Zweiten Weltkrieges in die Nähe des Krematoriums im Süden versetzt. Auf den originalen Pfosten war jeweils eine Tafel angebracht. Die linke trug den in vielen Konzentrationslagern missbrauchte Spruch „Arbeit macht frei“, die rechte Tafel trug die euphemistische Inschrift „Schutzhaftlager“.

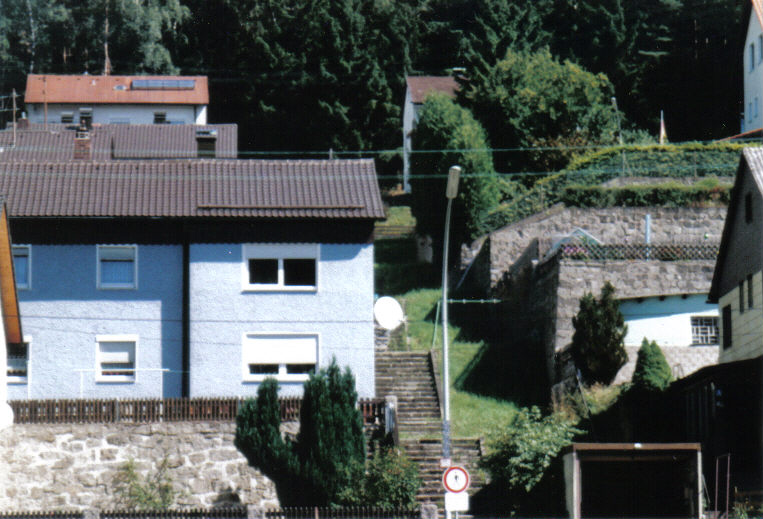
Private Wohnhäuser auf dem KZ-Gelände (Sommer 2008)

### Nachnutzung
1958 wurde auf Teilen des Geländes eine Wohnsiedlung errichtet. Zuvor befanden sich hier die Gefangenenunterkünfte (Baracken 3 ⊙ bis 7 ⊙ und 8 ⊙ bis 11 ⊙). Die charakteristische Anordnung der Gebäude ist in der Siedlung noch heute erkennbar. Bei dem Terrain handelt es sich um einen Hang, was für ein KZ untypisch war. Auf dem Foto ist links neben dem Kommandanturgebäude ⊙ die erste Häuserreihe zu sehen. Andere Teile des Lagers wurden nach dem Krieg zeitweise gewerblich genutzt, beispielsweise als Lagerhallen.
Im Juni 2006 wurden die noch erhaltenen ehemaligen Gebäude des KZ zu Baudenkmälern (Einzeldenkmäler) und das gesamte ehemalige KZ-Gelände zum Bodendenkmal erklärt.
Steinbruch
Der Steinbruch, in dem die KZ-Insassen Zwangsarbeit leisten mussten, wurde auch im Jahre 2022 noch zur Granitgewinnung betrieben. Er wurde zuletzt 2004 vom Freistaat Bayern an die Granitwerke Baumann verpachtet. Der aktuelle Pachtvertrag läuft bis 2024. Aufgrund öffentlicher Kritik soll der Pachtvertrag nach Laufzeitende nicht verlängert und der Steinbruch ⊙ dann in die KZ-Gedenkstätte Flossenbürg integriert werden  (Stand Januar 2018).

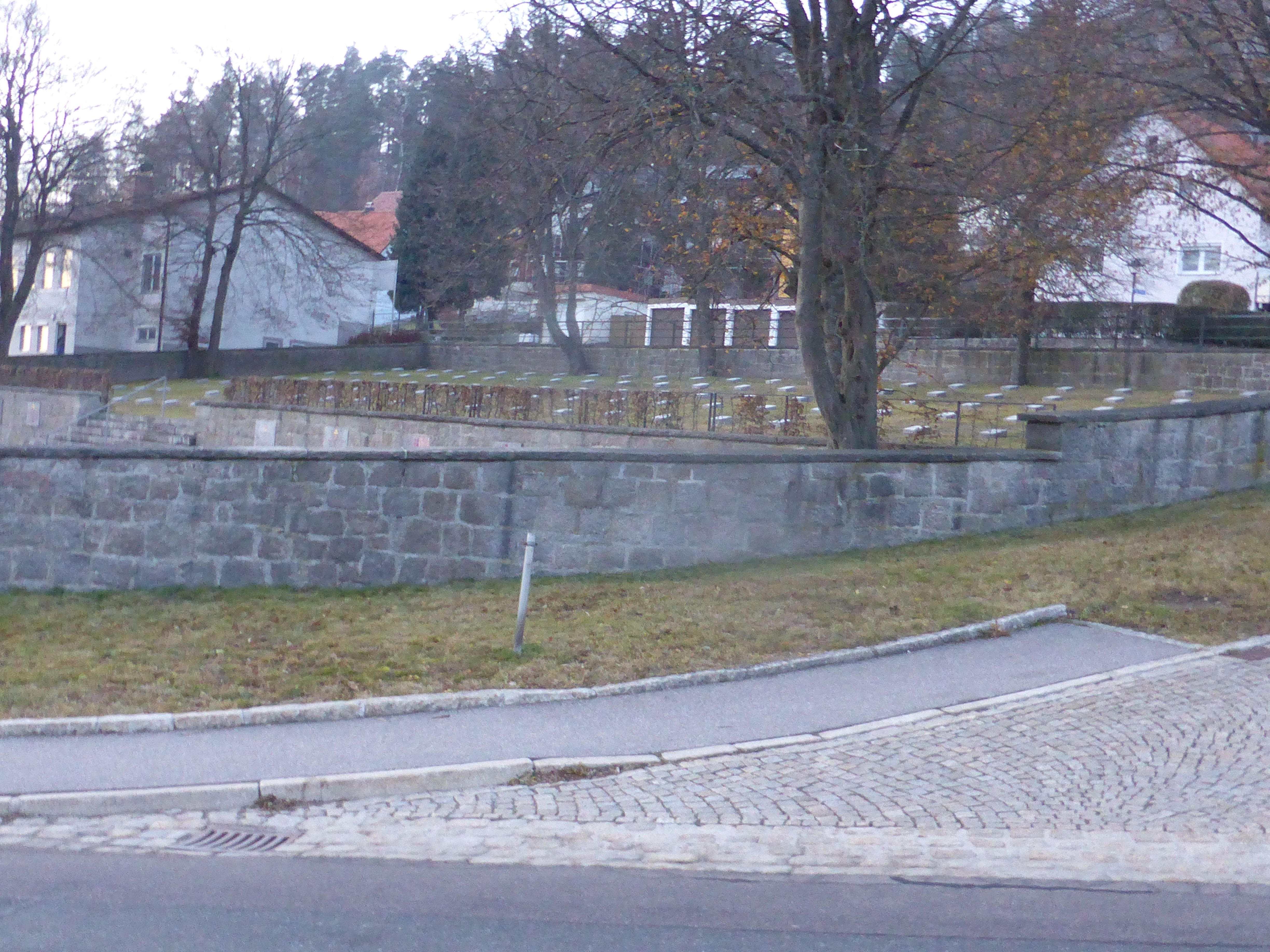
Kleiner KZ-Ehrenfriedhof im Ortskern Flossenbürg.

### Kleiner KZ-Ehrenfriedhof im Ort
1945, direkt nach der Befreiung, wurde auf Anweisung der US-Alliierten im Ortskern von Flossenbürg am Schulweg 11 ein kleiner KZ-Ehrenfriedhof für 146 ehemalige KZ-Häftlinge angelegt, die nach der Befreiung verstorben waren.

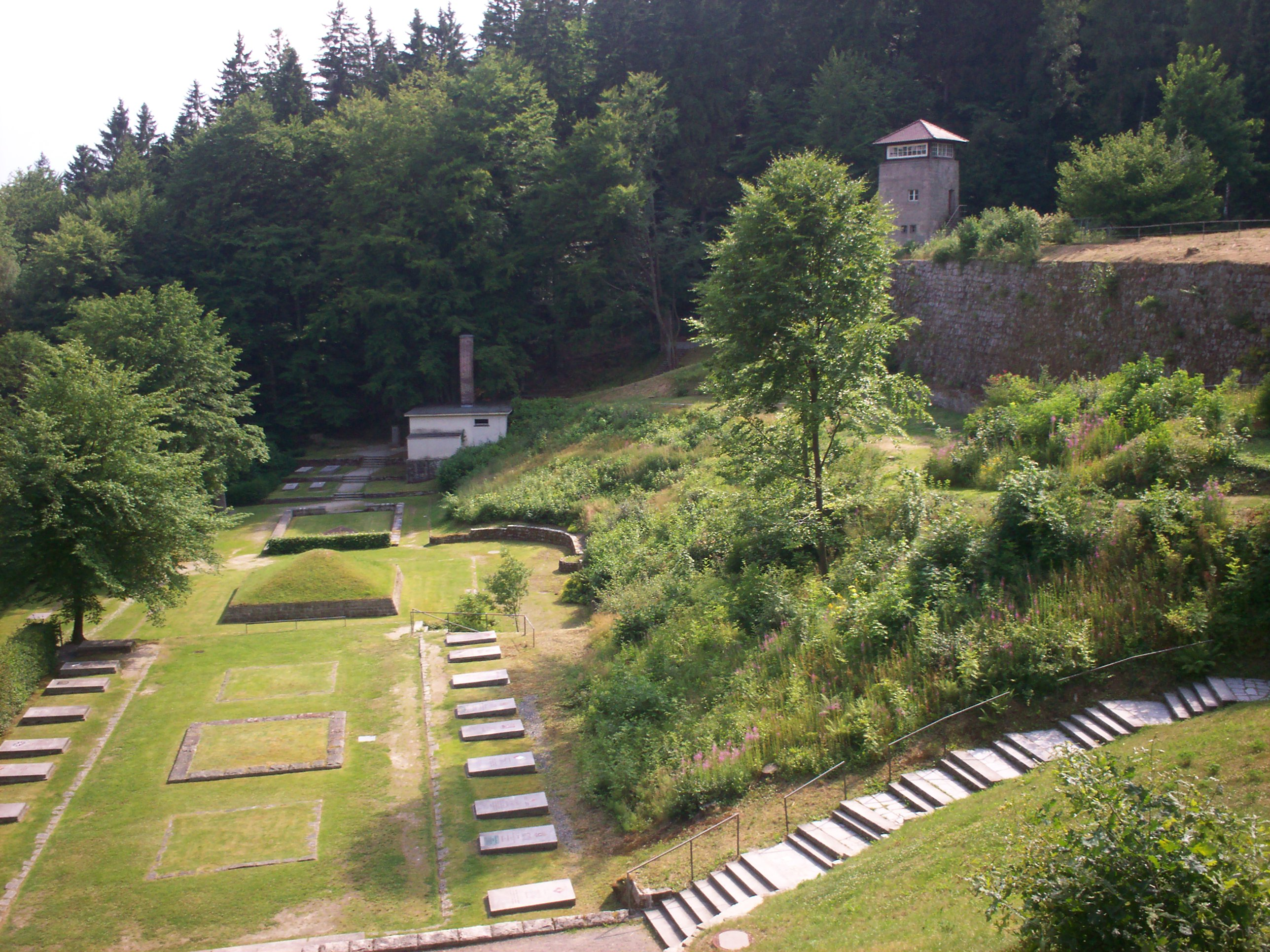
„Aschepyramide“ im „Tal des Todes“, Massengrab neben dem Krematorium (2008).

### KZ-Friedhof „Aschepyramide“ beim Krematorium
Unterhalb des einen noch erhaltenen Wachturmes ⊙ befindet sich auf dem KZ-Gelände das „Tal des Todes“ mit dem früheren KZ-Krematorium. Der frühere Hinrichtungsplatz ist an einer Gedenkplatte und einem in den Rasen eingelassenen Winkel erkennbar. In einer mit einem Sockel ummauerten „Aschepyramide“ sowie einem weiteren Aschegrab befindet sich die Asche tausender verbrannter KZ-Häftlinge. Der Sockel trägt in mehreren Sprachen die Inschrift: „Hier wurden die Häftlinge massenweise erschossen.“
Es waren überlebende KZ-Gefangene, die ihren ermordeten Mithäftlingen verschiedenster Staaten 19 Gedenktafeln und 4 Gedenksteine errichten ließen.

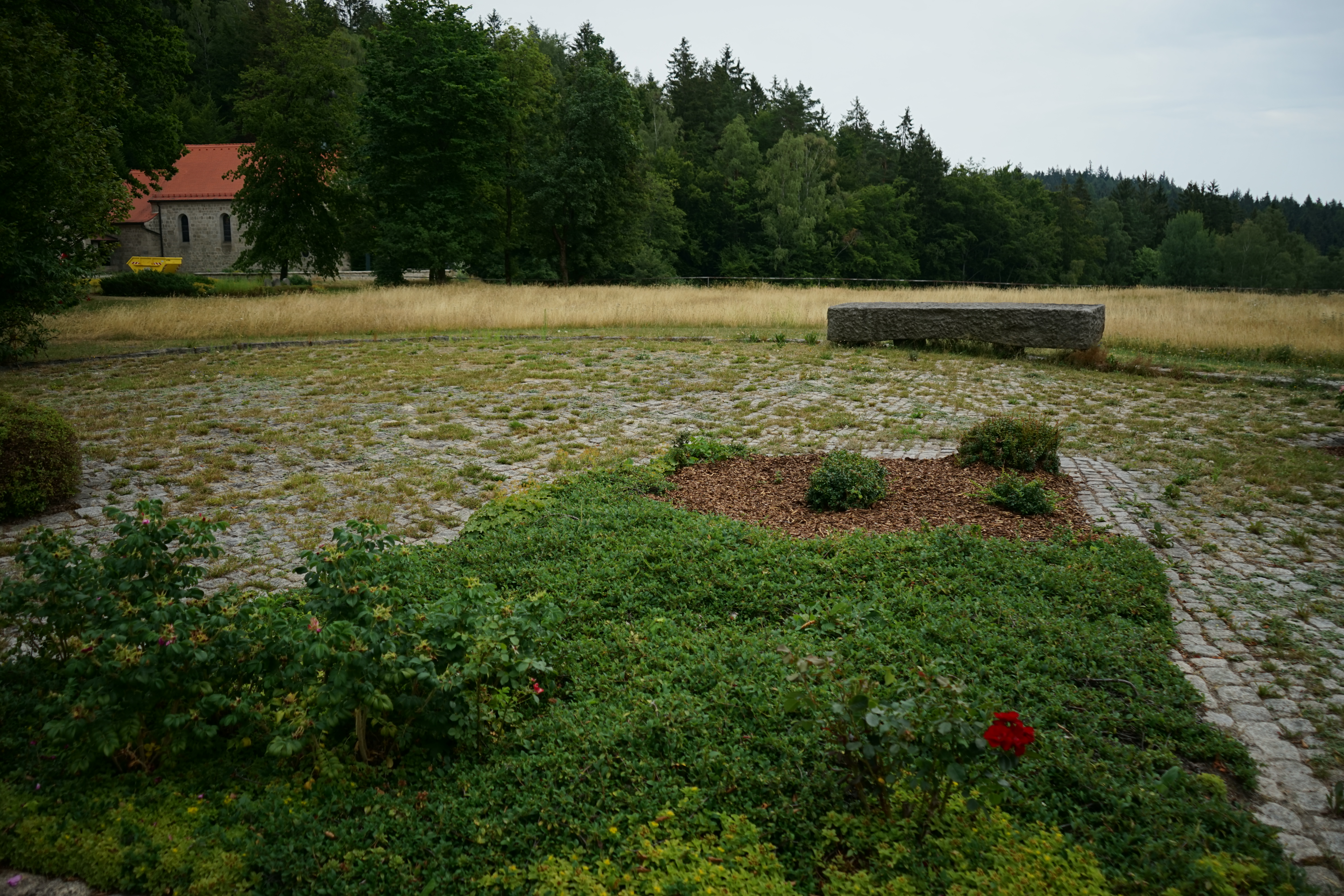
Großer Sammel-KZ-„Ehrenfriedhof“ der KZ-Gedenkstätte Flossenbürg (Foto 2019).

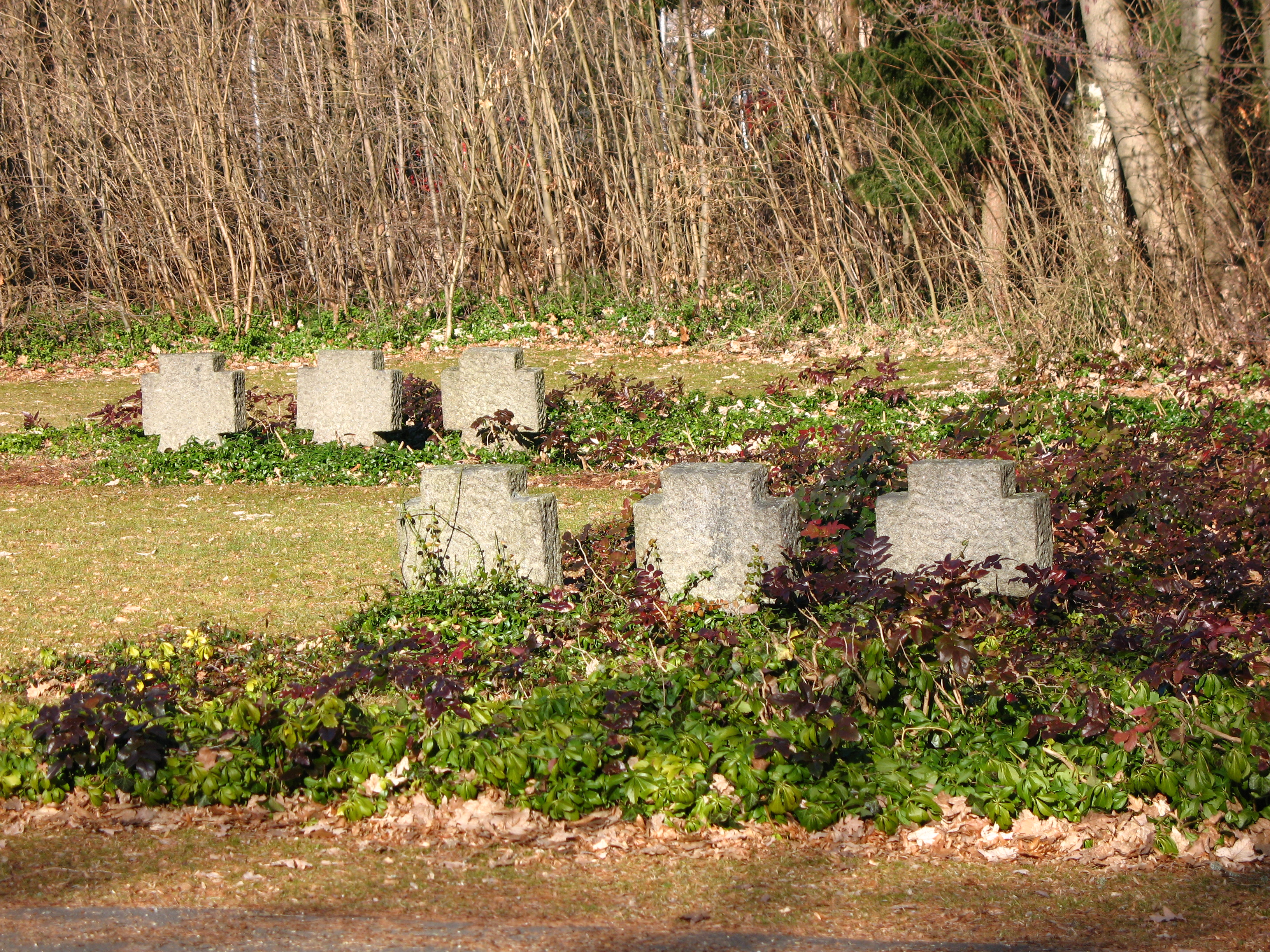
Steinkreuze auf dem großen Sammel-KZ-„Ehrenfriedhof“ der KZ-Gedenkstätte Flossenbürg (Foto 2008).

### Großer Sammel-KZ-Friedhof auf dem KZ-Gelände
In den Jahren 1957 bis 1960 wurde zusätzlich ein großer Sammel-KZ-Friedhof als „Ehrenfriedhof“ für Verstorbene anderer bayerischer Konzentrationslager auf dem KZ-Gelände angelegt, in langen Reihen und nur selten mit Namen. Mindestens 5576 Menschen sind auf diesem „Ehrenfriedhof“ beigesetzt.
Diese Verstorbenen wurden aus den vielen KZ-Friedhöfen und Grabstätten in Bayern nochmals exhumiert und sowohl hierher, wie auf die Sammel-KZ-Friedhöfe in Dachau, Leitenberg und Waldfriedhof umgebettet. In den mehr als 400 somit aufgelösten KZ-Friedhöfen und Grabstätten befanden sich die nach dem Krieg meist bereits ordentlich bestatteten Leichen der Häftlinge von KZ-Außenlagern und jene, die bei den Todesmärschen von KZ-Häftlingen ermordet wurden und auf Friedhöfen entlang der Marschrouten bestattet wurden.
Hierher umgebettet wurden u. a. verstorbene KZ-Häftlinge
- der KZ-Außenlager Ganacker bei Wallersdorf (149 Umbettungen[13]), Kottern-Weidach (Kempten-Durach),[15] Hof und Moschendorf,[13] Obertraubling/Neutraubling (230), Trostberg sowie weitere der KZ-Außenlager[15] Kirchham-Waldstatt „Pocking I“ (85), Landshut (mit Achdorf) (74, später weitere 95),[15] Plattling (187), „Pocking II“ (56), Pottenstein, Saal a. d. Donau,[13]

- von Grabstätten durch Todesmärsche aus[15] Dachelhofen (Schwandorf) (63 Umbettungen[13]), Dingolfing, Fürstenstein (33) mit Nammering (43) vom „Todeszug aus Buchenwald“, Haselbach b. Mitterfels, Luhe-Wildenau, Rettenbach (48), Rötz (159) mit Bernried (156), Wetterfeld (Roding) (567), Schwarzenfeld (133),[15]

- weitere größere Umbettungen[13] von KZ-Friedhöfen und -Grabstätten aus Aicha vorm Wald (113), Altdorf (50),[13] Cham (457), Muschenried (309) mit Winklarn (67)[15] und Kulz (37), Nainhof-Hohenfels (polnischer Friedhof, 119), Wolfratshausen-Nantwein (59), Neunburg vorm Wald (249) mit Fuhrn (49) und Seebarn (124), Nürnberg Südfriedhof (269) und Westfriedhof (7), Renholding (104) und Vilsbiburg (81),[13]

- sowie Umbettungen[13] u. a. von KZ-Friedhöfen und -Grabstätten aus Bodenwöhr (32), Fürstenstein (33), Kaufbeuren (städtischer Friedhof), Kirchloibersdorf (34), Laufen, Landsberg (Iglingerstraße Süd), Moosbach (34), Painten (31), Pechbrunn (32), Rattiszell (33), Schwarzhofen (32), Thann (36) und Unterwattenbach (41).[13]

Auf den separaten Begräbnisplatz bei der Kapelle im „Tal des Todes“ umgebettet wurden u. a. verstorbene KZ-Häftlinge
- des KZ-Außenlagers Regensburg (65).[15]

Diese Aufzählung ist nicht vollständig. Von weiteren 190 KZ-Friedhöfen und -Grabstellen aus ganz Bayern wurden bestattete KZ-Opfer exhumiert und hierher umgebettet.

### Errichtung Dauer-Ausstellung in den 2000er Jahren
1995, zum 50. Jahr der Befreiung, wurde der Zustand der Gedenkstätte als reiner Friedhof von den Überlebenden durch Häftlingsvereinigungen und anschließend durch Presse und Gesellschaft kritisiert. Mit Ausnahme des Krematoriums ⊙ waren fast alle Spuren des Lagers beseitigt worden, und das ehemalige KZ-Gelände stellte sich als Wohnsiedlung, Gewerbegebiet und „Ehrenfriedhof“ dar. Im Verlauf dieser Kritik kam es zu mehreren Schenkungen. Die letzte Schenkung bestand 1997 aus großen Teilen des Appellplatzes samt Wäscherei und Küche ⊙ durch die Firma Alcatel, wodurch die Neugestaltung der Gedenkstätte beginnen konnte.
Seit Dezember 1999 leitet der Kulturwissenschaftler Jörg Skriebeleit die KZ-Gedenkstätte Flossenbürg ⊙. Er konzipierte die Gedenkstätte grundlegend neu. Im Jahr 2000 wurde die letzte Industriehalle auf dem Appellplatz ⊙ abgerissen. Von 2004 bis 2007 wurde in umfangreichen Bauarbeiten das Gebäude der ehemaligen Wäscherei ⊙ restauriert und eine Dauerausstellung mit dem Titel Konzentrationslager Flossenbürg 1938–1945 eingerichtet.
Auf zwei Etagen werden Themen wie die chronologische Entwicklung des Konzentrationslagers, Einzelschicksale der Häftlinge und Häftlingsgruppen behandelt. Heizzentrale und Häftlingsbad wurden als historisches Raumensemble belassen.
Die Eröffnung fand am 22. Juli 2007 statt. 62 Jahre nach der Befreiung verfügt das KZ Flossenbürg nun erstmals über eine Dauerausstellung, die die Gesamtgeschichte des KZ Flossenbürg mit all seinen Außenlagern umfassend dokumentiert. Ausgestellt sind u. a. Werke der Künstler Erich Mercker und Leo Götz, die zwar Ausschnitte aus dem Betrieb des Konzentrationslagers 1941/1942 oder idealisierte Arbeiter zeigen, aber durch Weglassen der dort arbeitenden KZ-Häftlinge die Situation verschleiern. Die Gedenkstätte erhielt 2011 den Bayerischen Museumspreis.